# I liga argentyńska w piłce nożnej (1899)
Mistrzem Argentyny w roku 1899 został klub Belgrano AC, a wicemistrzem Argentyny klub Lobos.
Z ligi spadł klub Lanús Athletic Buenos Aires, a ponadto wyeliminowano leżący poza Buenos Aires klub Lobos z powodu zbyt dużej odległości. Na ich miejsce do ligi awansowały kluby English High School AC oraz Quilmes Rovers Buenos Aires (w 1900 roku zmienił nazwę na Quilmes Athletic).

## Primera División

### Mecze chronologicznie
| Data             | Mecz                                                                                             |
| ---------------- | ------------------------------------------------------------------------------------------------ |
| 14 maja 1899     | Lobos – Lomas Athletic Buenos Aires 2:0                                                          |
| 25 maja 1899     | Lanús Athletic Buenos Aires – Belgrano AC 0:1                                                    |
| 28 maja 1899     | Belgrano AC – Lomas Athletic Buenos Aires 4:1                                                    |
| 16 czerwca 1899  | Lobos – Lanús Athletic Buenos Aires zwycięstwo Lobos                                             |
| 24 czerwca 1899  | Lanús Athletic Buenos Aires – Lomas Athletic Buenos Aires 1:1                                    |
| 24 czerwca 1899  | Belgrano AC – Lobos 2:1                                                                          |
| 29 czerwca 1899  | Lanús Athletic Buenos Aires – Lobos 0:1                                                          |
| 9 lipca 1899     | Belgrano AC – Lanús Athletic Buenos Aires 2:0                                                    |
| 16 lipca 1899    | Lomas Athletic Buenos Aires – Belgrano AC 0:1                                                    |
| 6 sierpnia 1899  | Lomas Athletic Buenos Aires – Lanús Athletic Buenos Aires zwycięstwo Lomas Athletic Buenos Aires |
| 15 sierpnia 1899 | Lomas Athletic Buenos Aires – Lobos zwycięstwo Lobos                                             |
| 9 września 1899  | Lobos – Belgrano AC 0:0                                                                          |

### Końcowa tabela sezonu 1899
| Poz | Klub                        | Mecze | Zw | Rem | Por | Pkt | BrZd | BrStr |
| --- | --------------------------- | ----- | -- | --- | --- | --- | ---- | ----- |
| 1   | Belgrano AC                 | 6     | 5  | 1   | 0   | 11  | 10   | 2     |
| 2   | Lobos                       | 6     | 4  | 1   | 1   | 9   | 4    | 2     |
| 3   | Lomas Athletic Buenos Aires | 6     | 1  | 1   | 4   | 3   | 2    | 8     |
| 4   | Lanús Athletic Buenos Aires | 6     | 0  | 1   | 5   | 1   | 1    | 5     |